# Ty Jerome
Ty Jeremy Jerome (New York, 7 luglio 1997) è un cestista statunitense.

## Carriera
Dopo essersi dichiarato eleggibile per il Draft NBA 2019, viene selezionato come 24ª scelta assoluta dagli Philadelphia 76ers ma è girato subito dopo ai Boston Celtics assieme alla 20ª scelta Matisse Thybulle. Successivamente passa ai Phoenix Suns insieme ad Aron Baynes in cambio di una futura scelta al primo round del draft.

## Statistiche
| † | Denota una stagione in cui ha vinto il titolo |

### NCAA
| Anno       | Squadra            | PG  | PT | MP   | TC%  | 3P%  | TL%  | RP  | AP  | PRP | SP  | PP   |
| ---------- | ------------------ | --- | -- | ---- | ---- | ---- | ---- | --- | --- | --- | --- | ---- |
| 2016-2017  | Virginia Cavaliers | 34  | 5  | 13,9 | 47,3 | 39,7 | 77,8 | 1,6 | 1,5 | 0,4 | 0,1 | 4,3  |
| 2017-2018  | Virginia Cavaliers | 34  | 34 | 30,8 | 42,1 | 37,9 | 90,5 | 3,1 | 3,9 | 1,6 | 0,0 | 10,6 |
| 2018-2019† | Virginia Cavaliers | 37  | 37 | 34,0 | 43,5 | 39,9 | 73,6 | 4,2 | 5,5 | 1,5 | 0,0 | 13,6 |
| Carriera   | Carriera           | 105 | 76 | 26,4 | 43,5 | 39,2 | 78,8 | 3,0 | 3,7 | 1,2 | 0,0 | 9,6  |

#### Massimi in carriera
- Massimo di punti: 31 vs Boston (30 dicembre 2017)[1]
- Massimo di rimbalzi: 9 (3 volte)
- Massimo di assist: 14 vs Syracuse (4 marzo 2019)
- Massimo di palle rubate: 5 vs Morgan State (3 dicembre 2018)
- Massimo di stoppate: 2 vs Robert Morris (17 dicembre 2016)
- Massimo di minuti giocati: 45 vs Purdue (30 marzo 2019)

### NBA

#### Regular Season
| Anno      | Squadra             | PG  | PT | MP   | TC%  | 3P%  | TL%  | RP  | AP  | PRP | SP  | PP   |
| --------- | ------------------- | --- | -- | ---- | ---- | ---- | ---- | --- | --- | --- | --- | ---- |
| 2019-2020 | Phoenix Suns        | 31  | 0  | 10,6 | 33,6 | 28,0 | 75,0 | 1,5 | 1,4 | 0,5 | 0,1 | 3,3  |
| 2020-2021 | Oklahoma Thunder    | 33  | 1  | 23,9 | 44,6 | 42,3 | 76,5 | 2,8 | 3,6 | 0,6 | 0,2 | 10,7 |
| 2021-2022 | Oklahoma Thunder    | 48  | 4  | 16,7 | 37,8 | 29,0 | 80,9 | 1,6 | 2,3 | 0,6 | 0,1 | 7,1  |
| 2022-2023 | G.S. Warriors       | 45  | 2  | 18,1 | 48,8 | 38,9 | 92,7 | 1,7 | 3,0 | 0,5 | 0,1 | 6,9  |
| 2023-2024 | Cleveland Cavaliers | 2   | 0  | 7,5  | 50,0 | 0,0  | -    | 0,5 | 1,5 | 0,0 | 0,0 | 2,0  |
| 2024-2025 | Cleveland Cavaliers | 70  | 3  | 19,9 | 51,6 | 43,9 | 87,2 | 2,5 | 3,4 | 1,1 | 0,0 | 12,5 |
| Carriera  | Carriera            | 229 | 10 | 18,1 | 45,8 | 38,1 | 85,0 | 2,0 | 2,8 | 0,7 | 0,1 | 8,7  |

#### Playoffs
| Anno     | Squadra             | PG | PT | MP   | TC%  | 3P%  | TL%  | RP  | AP  | PRP | SP  | PP   |
| -------- | ------------------- | -- | -- | ---- | ---- | ---- | ---- | --- | --- | --- | --- | ---- |
| 2025     | Cleveland Cavaliers | 9  | 1  | 21,2 | 40,2 | 38,9 | 85,0 | 2,4 | 3,6 | 0,6 | 0,1 | 11,7 |
| Carriera | Carriera            | 9  | 1  | 21,2 | 40,2 | 38,9 | 85,0 | 2,4 | 3,6 | 0,6 | 0,1 | 11,7 |

#### Massimi in carriera
- Massimo di punti: 24 vs Phoenix Suns (29 dicembre 2021)[2]
- Massimo di rimbalzi: 8 vs Phoenix Suns (29 dicembre 2021)
- Massimo di assist: 8 (2 volte)
- Massimo di palle rubate: 3 (4 volte)
- Massimo di stoppate: 2 (2 volte)
- Massimo di minuti giocati: 41 vs Cleveland Cavaliers (20 gennaio 2023)

### G League
| Anno      | Squadra         | PG | PT | MP   | TC%  | 3P%  | TL%  | RP  | AP  | PRP | SP  | PP   |
| --------- | --------------- | -- | -- | ---- | ---- | ---- | ---- | --- | --- | --- | --- | ---- |
| 2019-2020 | N. Arizona Suns | 3  | 0  | 20,5 | 47,4 | 35,7 | 60,0 | 3,7 | 5,0 | 1,3 | 0,0 | 16,7 |
| 2020-2021 | Oklahoma Blue   | 9  | 7  | 24,2 | 39,4 | 29,5 | 93,3 | 2,6 | 3,2 | 1,1 | 0,3 | 12,1 |
| 2021-2022 | Oklahoma Blue   | 1  | 1  | 19,8 | 42,9 | 0,0  | -    | 4,0 | 7,0 | 0,0 | 0,0 | 6,0  |
| Carriera  | Carriera        | 13 | 8  | 23,0 | 41,7 | 29,5 | 80,0 | 2,9 | 3,9 | 1,1 | 0,2 | 12,7 |

## Palmarès
- Campionato NCAA: 1

University of Virginia: 2019